# سدیم سالیسیلات
سدیم سالیسیلات (به انگلیسی: Sodium salicylate) با فرمول شیمیایی C۷H۵NaO۳ یک ترکیب شیمیایی با شناسه پاب‌کم ۵۹۰۰ است. که جرم مولی آن ۱۶۰٫۱۱ g/mol می‌باشد. شکل ظاهری این ترکیب، بلورهای سفید است.